# خضر تپه
خضر تپه مربوط به دوران‌های تاریخی پس از اسلام است و در شهرستان نکا، بخش مرکزی، روستای شهاب الدین واقع شده و این اثر در تاریخ ۷ مرداد ۱۳۸۲ با شمارهٔ ثبت ۹۳۴۷ به‌عنوان یکی از آثار ملی ایران به ثبت رسیده است.